# Hannes Schiel
Hannes Schiel (né le 31 mai 1914 à Vienne, mort le 2 décembre 2017 dans la même ville) est un acteur autrichien.

## Biographie
Schiel étudie d'abord le droit pendant quatre semestres à l'université de Graz, où il suit également des cours privés d'acteur auprès de Franz Scharwenka de 1936 à 1938. En 1938, il fait ses débuts sur scène sous le nom de "Thomas Hüttenbrenner" dans une interprétation de la pièce de Max Mell Spiel von den deutschen Ahnen à Ostrava. L'année suivante, il intègre le Tiroler Landestheater Innsbruck, où il est principalement occupé par des rôles héroïques et romantiques.
Après la fin de la Seconde Guerre mondiale et son retour de captivité, Schiel reprend son activité artistique dans sa ville natale. Il joue au Renaissancetheater, à Die Insel et au Volkstheater.
En 1959, Schiel entre dans l'ensemble du Burgtheater de Vienne, où il joue notamment le rôle principal dans William Tell de Schiller et reste jusqu'à sa retraite en 1978.
Il fait ses débuts au cinéma en 1949 dans Duel avec la mort de Paul May. Il jouera aussi pour la télévision.
En outre, il travaille à partir de 1946 dans de nombreuses productions radiophoniques de RAVAG, de Radio Innsbruck et de Rot-Weiß-Rot.

## Filmographie
- 1949 : Duel avec la mort
- 1951 : Asphalt
- 1955 : La Fin d'Hitler
- 1955 : Dunja
- 1955 : 08/15 Go Home
- 1956 : Weil du arm bist, mußt du früher sterben
- 1956 : Fidelio
- 1956 : Cerises dans le jardin du voisin
- 1957 : Violence sous les tropiques
- 1957 : Maria fille de la forêt
- 1957 : Wien, du Stadt meiner Träume
- 1959 : Der Verräter (TV)
- 1960 : Agent double
- 1960 : Das weite Land (TV)
- 1960 : Et l'amour pend au gibet
- 1961 : Die Jakobsleiter (TV)
- 1963 : Charleys Tante (TV)
- 1963 : Liliom (TV)
- 1963 : Alles gerettet (TV)
- 1963 : Kasermandl  (TV)
- 1964 : Der Verschwender
- 1965 : Der Alpenkönig und der Menschenfeind (de)
- 1965 : Der Nachfolger
- 1966 : Ein Bruderzwist in Habsburg (TV)
- 1966 : Le congrès s'amuse
- 1967 : Das Attentat – Der Tod des Engelbert Dollfuß (TV)
- 1968 : Die Schlacht bei Lobositz (TV)
- 1969 : Die Enthüllung (TV)
- 1970 : Mit sich allein (TV)
- 1971 : Gestrickte Spuren (TV)
- 1971 : Kaiser Karls letzte Schlacht (TV)
- 1971 : Theodor Kardinal Innitzer (TV)
- 1972 : Die Abenteuer des braven Soldaten Schwejk (série télévisée)
- 1972 : Tatort: Die Samtfalle (de) (série télévisée)
- 1973-1974 : Hallo – Hotel Sacher … Portier! (série télévisée, deux épisodes)
- 1987-1989 : Heiteres Bezirksgericht (série télévisée, deux épisodes)
- 1993 : Wolken über Kaprun: Lawine (série télévisée)